# Gypjak
Gypjak (oder Kipchak, russisch Кипчак Kiptschak) ist ein kleines Dorf, 10 km westlich der turkmenischen Hauptstadt Aşgabat im Ahal welaýaty. Der Name leitet sich vom türkischen Volk der Kiptschaken ab.

## Geschichte
Das Dorf ist als der Geburtsort des ersten Präsidenten Turkmenistans, Saparmyrat Nyýazow, berühmt. Nyýazow errichtete dort eine Moschee und ein Mausoleum, wo er am 24. Dezember 2006 neben seinen Brüdern und Eltern beigesetzt wurde.

## Verkehr
Gypjak liegt an der Transkaspischen Eisenbahn von Türkmenbaşy nach Taschkent. Hier zweigt die Bahnstrecke Aşgabat–Daşoguz nach Norden ab.